# Suzuki Ertiga
Suzuki Ertiga — семиместный компактвэн, выпускающийся Японским автопроизводителем Suzuki. Впервые, как концепт-кар R-III (R3), автомобиль был представлен на Индийской автомобильной выставке 2010 года. Продажи начались 12 апреля 2012 года в Индии и 22 апреля в Индонезии. Maruti Suzuki, под главенством которой автомобиль выпускается в Индии, называют автомобиль первым LUV (Life Utility Vehicle — Утилитарный Автомобиль для Жизни).
Под Ertiga подразумевают R-Tiga, где Tiga в Индонезии обозначает три. R переводится как ряд (Rows). Таким образом, название автомобиля не только роднит его со своим концептом, но и обозначает 3-рядную конфигурацию сидений.

## Двигатель
Автомобиль оснащается 1,4-литровым бензиновым двигателем, либо 1,3-литровым дизелем от Fiat. Платформу Ertiga разделяет вместе с Suzuki Swift. Кроме того, это первый компактвэн с несущим кузовом в Индии. Несмотря на то, что автомобиль причисляют к классу минивэнов, его также подразумевают, как нечто среднее между кроссовером и хетчбэком.
- Передние тормоза — дисковые.
- Задние тормоза — барабанные.
- Передняя подвеска — стойки Макферсон.
- Задняя подвеска — торсионная балка.
- Размерность шин — 185/65R15 (15-дюймовые).
- Радиус поворота — 5,2 метра.

## Комплектации
| Комплектация | Описание                                                                 | Цена (INR) |
| LXI          | Базовая модель                                                           | 607,769    |
| VXI          | Средняя комплектация без ABS, подушек безопасности, литых дисков и т. д. | 679,772    |
| VXI (ABS)    | Та же комплектация, но с ABS                                             | 687,885    |
| ZXI          | Самая дорогая модель со всеми функциями                                  | 750,404    |
| LDI          | Дизельная версия LXI с ABS                                               | 750,789    |
| VDI          | Дизельная версия VXI с ABS                                               | 811,613    |
| ZDI          | Дизельная версия ZXI с ABS                                               | 866,957    |

.